# Нитроанилины
Нитроанилины — органические вещества, производные анилина, первичные амины с общей формулой NO2—C6Н4—NН2 и молекулярной массой 138,13 г/моль.

## Номенклатура
Нитроанилин имеет три изомера по относительному положению заместителей:

Изомеры нитроанилина
2-нитроанилин (о-нитроанилин, 1-амино-2-нитробензол)
3-нитроанилин (м-нитроанилин, 1-амино-3-нитробензол)
4-нитроанилин (п-нитроанилин, 1-амино-4-нитробензол).

## Получение
- Непосредственно действием  азотной кислоты  на анилин получить нитроанилин нельзя, так как аминогруппа при этом окисляется. Но если аминогуппу защитить ацилированием, то нитрование ацетанилина с последующим гидролизом приводит к образованию преимущественно п-нитроанилину:

- о-Нитроанилин и п-нитроанилин в промышленности получают нагреванием соответствующих 2- и 4-нитрохлорбензолов с аммиаком.
- м-Нитроанилин получают частичным восстановлением м-динитробензола дитионитом натрия, неверно называемым гидросульфитом натрия в зарубежной литературе.

## Физические свойства
Нитроанилины — желтые кристаллы, хорошо растворяются в горячей воде, этаноле, диэтиловом эфире, бензоле, ацетоне, хлороформе, плохо — в холодной воде.
| Параметр                                      | 2-нитроанилин                           | 3-нитроанилин                        | 4-нитроанилин                         |
| --------------------------------------------- | --------------------------------------- | ------------------------------------ | ------------------------------------- |
| Внешний вид                                   | оранжевые ромбические иглы (из этанола) | желтые ромбические иглы (из этанола) | желтые многогранные иглы (из этанола) |
| Т плав. °С                                    | 71,5                                    | 111,8; 114                           | 147,5; 149                            |
| Т кип. °С                                     | 284; 270 с разл.; 165 28 мм Hg          | 305,7 с разл.; 100 0,16 мм Hg        | 336 с разл.; 106 0,03 мм Hg           |
| Плотность, г/см³                              | 1,442                                   | 1,430                                | 1,424                                 |
| Растворимость в воде, г/100 г растворителя    | 0,126 25°С                              | 0,089 25°С                           | 0,08 19°С; 2,2 100°С                  |
| Растворимость в этаноле, г/100 г растворителя | 15,8 15°С; 27,87 25°С                   | 6,1 25°С                             | 4,61                                  |
| Растворимость в эфире, г/100 г растворителя   | легко растворим                         | 5,67                                 | 4,39                                  |

о-Нитроанилин образует кристаллы моноклинной сингонии, пространственная группа P 21/b, параметры a = 0,85 нм, b = 1,00 нм, c = 2,95 нм, β = 90°, Z = 16.

## Химические свойства
- м-Нитроанилин — более сильное основание, чем остальные нитроанилины, он образует соли с сильными неорганическими кислотами, которые не гидролизуются водой. Константы диссоциации протонированных форм pKα: о-нитроанилина −0,29; м-нитроанилина 2,5; п-нитроанилина 1,02.
- Нитроанилины восстанавливаются водородом (железо в кислой среде) до соответствующих фенилендиаминов:

NO2—C6Н4—NН2 + [H] → NH2—C6Н4—NН2 + H2O
- При нагревании с водными растворами щелочей группа NH2 у о-нитроанилина и п-нитроанилина замещается на ОН-группу с образованием нитрофенолов.

## Применение
- в производстве синтетических красителей,
- в производстве синтетических смол,
- в текстильной промышленности, для крашения тканей под названиями: о-нитроанилин — азоамин оранжевый О, м-нитроанилин — азоамин оранжевый К и п-нитроанилин — азоамин красный Ж.

## Токсичность
- Нитроанилины раздражают слизистые оболочки глаз и кожу, вызывают желтую пигментацию кожи и экзему, вредно действуют на сердечно-сосудистую и центральную нервную системы, функцию печени, превращают гемоглобин крови в метгемоглобин. ПДК для 2-нитроанилина 0,5 мг/м³, для 3- и 4-нитроанилинов 0,1 мг/м³.
- При введении в желудок — кратковременное возбуждение, нарушение координации движений, дрожание, судороги. ЛД50 для белых мышей: о-нитроанилин — 3,5 г/кг; м-нитроанилин — 0,9 г/кг; п-нитроанилин — 1,4 г/кг.